# 松日总部大楼

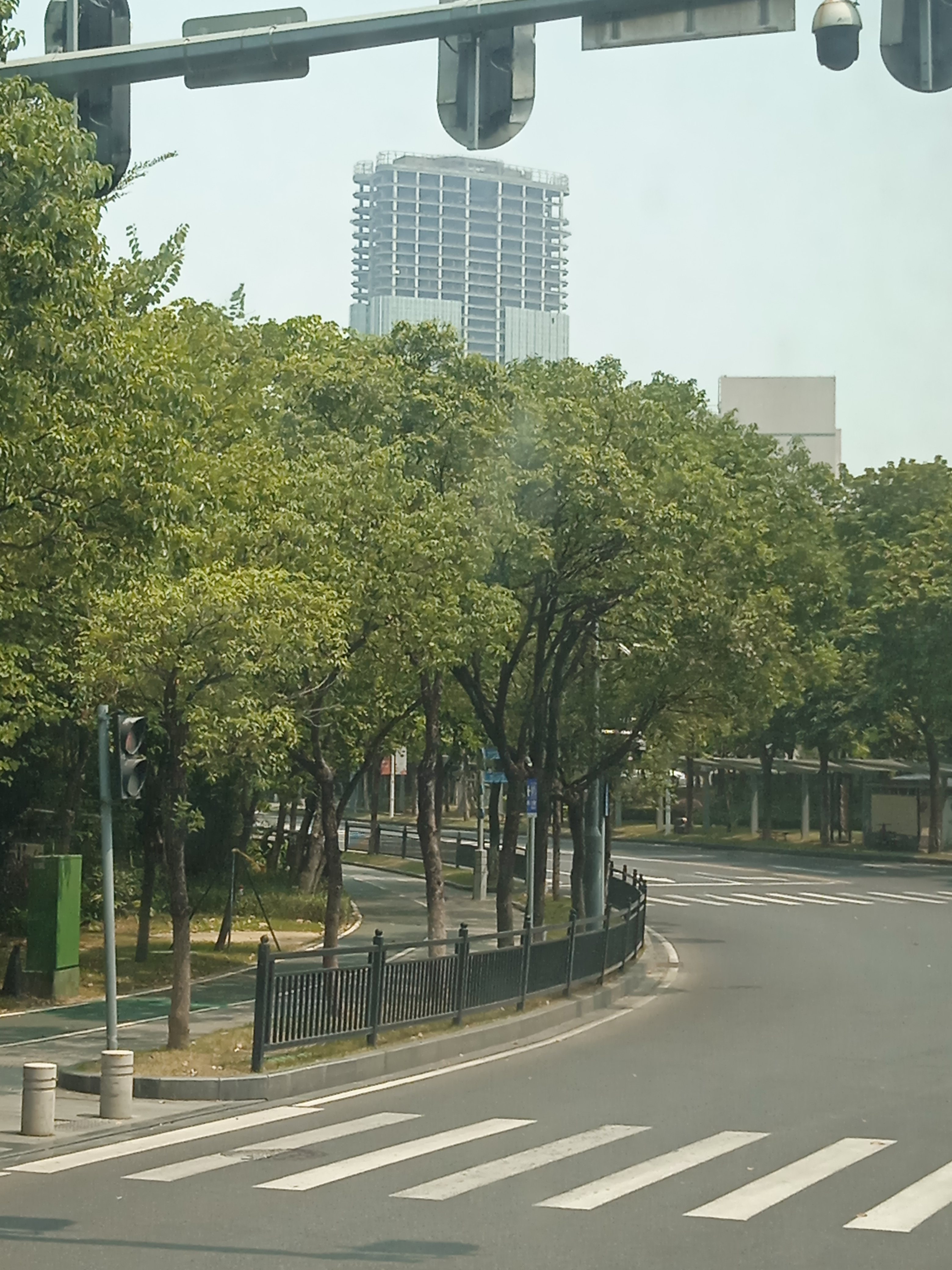
松日总部大楼（摄于2022年9月18日）

松日总部大楼，是位於廣州市黄埔區联和街道的爛尾建築。它由一座195米46层的主楼和一座100米21层的副楼组成。该建筑由高银地产主席潘苏通旗下的富大地产出资建设，拟建设为广州松日总部大楼。项目于2012年7月31日开工建设，因资金链断裂已于2018年停工。

## 概况
该建筑所在土地使用权面积18005平方米，建筑面积225919.4平方米。土地性质为商服用地，使用截止期限至2049年8月30日。该建筑规划两栋塔楼和附属建筑。塔楼一（商业）共47层，建筑面积79025.5平方米；塔楼二（办公）共21层，建筑面积8738.7平方米；裙房（商业）5层，建筑面积29826.9平方米；地下室亦有地下5层，建筑面积88328.3平方米，主要为地下停车场及设备用房。在建工程已停工，已封顶，但尚未整体完工，也没有投入使用。该建筑未有对外销售。

## 历史
该地块是富大地产在2009年8月份以1.02亿元的价格竞得KXC-D2-2地块，折合楼面地价仅为57元/平方米，项目最早于2012年7月31日开工建设，拟建造广州松日总部大楼，项目规划高度为195米，计划打造成广州东部地区新地标。2014年项目封顶后，2015年便陷入停工，之后又于2017年复工，此后一直进展缓慢。直到2018年因资金链断裂再度停工。工程只完成了80%，项目未投入使用，也未销售，目前被人民法院轮候查封。
2021年10月，富大地产以其不能清偿到期债务且明显缺乏清偿能力，但具有重整价值为由申请破产重整。2022年10月，由于管理人未按期提交重整计划草案，富大地产被广州市中级人民法院裁定终止重整程序，并宣告破产。2023年2月21日，该地块被广州开发区揽新投资有限公司以底价约13.12亿元拿下。2023年6月28日，松日总部大楼正式复工，玻璃幕墙开始继续安装。
富大地产是松日资讯有限公司（香港）旗下子公司，实际控制人为松日集团的创始人、高银地产主席潘苏通。